# Магия зверя
«Магия зверя» (фр. Seules les bêtes, в буквальном переводе «Только животные») — французский драматический фильм 2019 года режиссёра Доминика Молля, основанный на одноименном романе Колина Ньеля. Главные роли исполнили Дени Меноше и Лор Калами. На 45-й церемонии вручения наград премии «Сезар» фильм получил номинации за лучшую женскую роль второго плана (Калами) и за лучший адаптированный сценарий.

## Сюжет

### Пролог
Молодой житель Кот д'Ивуара Ролекс едет по Абиджану на велосипеде с привязанной к спине козой. Он заходит в многоквартирный жилой дом и спрашивает «папу Сану».

### Алиса
Центральный массив Франции, середина зимы. Алиса Фаранж — страховой агент, приехавшая на овцеводческую ферму, где после смерти матери в одиночестве живёт Жозеф Боннефиль. Алиса замечает Жозефа, когда тот выходит из леса. Они заходят в дом, оформляют документы, а затем занимаются сексом. Алиса замечает, что Жозеф выглядит рассеянным. Она возвращается домой, на животноводческую ферму, где живёт с мужем Мишелем и отцом. В телевизионных новостях предупреждают о метели и сообщают о пропаже женщины Эвелин Дюка, которая жила с мужем в загородном доме неподалёку от Алисы. На следующий день к Фаранжам приходит местный полицейский Седрик Вижье и спрашивает об исчезновении Эвелин, но они ничего ему не говорят, хотя Алиса видела брошенную машину Эвелин на обратном пути от Жозефа. После ухода Седрика Мишель заявляет Алисе, что знает о её романе. На следующий день Алиса заезжает к Жозефу, но его нет дома. Она заходит на сеновал и находит его мертвую собаку, убитую из огнестрельного оружия. Появляется Жозеф и сердито говорит ей уйти. Вернувшись домой, Алиса видит, что Мишель разговаривает по телефону и гневно заявляет, что не будет выдвигать обвинения. Он отказывается объясняться и уезжает, после чего возвращается с разбитым в кровь носом. Алиса спрашивает, подрался ли он с Жозефом и убил ли его собаку, но Мишель молчит. На следующий день Мишель исчезает, а Седрик и Алиса находят его машину, брошенную на обочине дороги.

### Жозеф
Жозеф находит тело Эвелин рядом со своим домом — сцена, во время которой его застала Алиса, и ставшая причиной замешательства Жозефа. Он пытается избавиться от трупа, но передумывает и возвращает его на ферму. В сарае он сооружает лабиринт из тюков сена, чтобы спрятать тело. В последующие дни он разговаривает с Эвелин, слушает музыку и проводит с ней ночи в укрытии. Ему кажется, что Эвелин жива и прощает его за то, что он не сообщил вовремя о смерти матери, оставив тело разлагаться. Пёс Жозефа облаивает труп Эвелин, что вызывает подозрение у Седрика, заехавшего в гости. Собака находит тело Эвелин и кусает его, после чего Жозеф убивает животное. Сцена в сарае с Алисой повторяется с точки зрения Жозефа, который только что вышел из укрытия Эвелин. Он решает, что держать труп в сарае слишком рискованно, и относит его к глубокой и отдаленной расщелине, где сбрасывает тело и прыгает вслед за ним, разбиваясь насмерть.

### Марион
Марион, молодая официантка в приморском ресторане в Сете, флиртует с Эвелин, обедающей в одиночестве. Между ними завязывается страстный роман, который продолжается в гостиничном номере Эвелин. Эвелин рассказывает Марион, что у неё есть муж, но он не возражает против её сексуальных отношений с другими. Марион просыпается в одиночестве и находит записку от Эвелин обещанием увидеться, когда в она следующий раз будет в Сете.
Однако, влюблённая Марион отправляется автостопом в горы, чтобы разыскать Эвелин в ее загородном доме. Мишель, проезжавший с Алисой мимо заправки, притормаживает, чтобы подобрать Марион, но, увидев её лицо, внезапно давит на газ и уносится прочь. Марион застает Эвелин одну в загородном доме. Они вновь предаются страсти, но Эвелин категорически не хочет, чтобы Марион стала частью её жизни. Она отвозит Марион в гостиницу и предлагает заплатить за номер. Марион отказывается, обнаруживает, что гостиница ей не по карману, и поселяется в кемпинге в передвижном доме. Марион продолжает преследовать Эвелин, которая предпочитает держать её на расстоянии и лжёт, что её муж вернулся домой.
Находясь одна в трейлере, Марион видит, что за ней кто-то шпионит. Вернувшись, она обнаруживает в двери трейлера конверт с деньгами. Марион звонит Эвелин, та приезжает в кемпинг, заявляет о прекращении их отношений, кричит и даёт пощечину Марион, после чего уезжает. На следующий день Седрик приходит к Марион и расспрашивает её об этой ссоре. После этого в трейлере появляется Мишель, который называет Марион «Амандиной». Она в ужасе кричит, разбивает Мишелю нос в кровь, и он ретируется восвояси.

### Амандина
В Абиджане молодой безработный Арман сплетничает с друзьями о Ролексе из пролога, который теперь разъезжает по ночным клубам на шикарном автомобиле. Ролекс разбогател благодаря интернет-мошенничествам, заручившись благословением колдуна папы Сану. Арман решает последовать его примеру и под ником Амандина начинает общаться с Мишелем в Интернете, присылая фотографии молодой европейской женщины, внешне очень похожей на Марион. После начала аферы Арман приходит к папе Сану, который в ходе магического ритуала благословляет затею Армана и предупреждает, что в случае успеха он должен будет поделиться с ним частью дохода.
«Амандина» вытягивает из Мишеля всё больше денег, и Арман устраивает экстравагантную вечеринку в ночном клубе. Там он замечает свою бывшую возлюбленную Моник и отправляется с ней домой. Моник живёт в качестве содержанки белого француза на роскошной вилле вместе со своей дочерью от Армане по имени Флёр. Француз в отъезде, и Арман возобновляет отношения, покупая дорогие подарки для Моник и Флёр. Однако интернет-афера оказывается под угрозой, когда Мишель сообщает «Амандине», что видел её недалеко от дома (случай с автостопом). Арман подыгрывает ему, но не знает, как действовать дальше. Он возвращается к папе Сану, который трактует возникшее осложнение как наказание за то, что он не поделился выручкой, и требует 4000 евро за дальнейшую благосклонность духов. В панике Арман обращается к Мишелю с непомерным требованием. Мишель выслеживает Марион в кемпинге и оставляет ей деньги в конверте, которые, как думала Марион, принесла Эвелин. После последней просьбы Армана он возвращается в кемпинг, где наблюдает за ссорой Эвелин с Марион и верит в рассказ Армана о том, что Амандину преследуют кредиторы из преступного мира.
Приняв Эвелин за одного из этих кредиторов, он преследует её в темноте и душит, а затем оставляет тело на ферме Жозефа в отместку за роман с Алисой.
В Абиджане Арман задерживают в ходе рейда по борьбе с киберпреступностью. Полицейский звонит Мишелю и объясняет ему суть мошенничества, но тот отказывается выдвигать обвинения (телефонный звонок, который слышит Алиса). Вновь показана конфронтация Мишеля с Марион и сцена, когда Алиса спрашивает его о разбитом носе. Охваченный чувством вины, Мишель уезжает в Абиджан, где у Армана теперь есть честная, хотя и скромная работа у дяди. Появившаяся Моник сообщает Арману, что переезжает во Францию к своему благодетелю, и пытается вернуть ему дорогое кольцо с бриллиантом, которое он подарил ей в лучшие времена. Мишель выслеживает Армана и пытается его придушить, но потом отпускает. Вернувшись в отель, Мишель горько смеется, когда очередным интернет-мошенник, пытается начать с ним переписку. Выясняется, что «белый человек» Моник был не кто иной, как муж Эвелин Гийом. Моник вместе с Флёр приезжает в его загородный дом и оглядывает незнакомый заснеженный пейзаж.

## В ролях
- Дени Меноше — Мишель
- Лор Калами — Алиса
- Дамьен Боннар — Жозеф
- Надя Терешкевич — Марион
- Бастьен Бульон — Седрик Вижье
- Валерия Бруни Тедески — Эвелин Дюка
- Дженни Беллей — мадам Кальве
- Гай Роджер Н’Дрин — Арман
- Мари Виктуар Эми — Моник

## Критика и отзывы
На сайте-агрегаторе рецензий Rotten Tomatoes фильм имеет рейтинг одобрения 93 % на основе 58 критиков со средней оценкой 7,5/10. Согласно единодушному мнению сайта: «Умелая режиссура и тщательно подобранный ансамбль поднимают на высокий уровень интеллектуальную, захватывающую тайну „Магии зверя“». На Metacritic «Магия зверя» получил оценку 69 из 100 на основе 13 критиков, что указывает на «в целом положительные отзывы».
Питер Брэдшоу из The Guardian написал: «Составные части фильма… сцепляются между собой, как механизмы сложной и зловещей музыкальной шкатулки, создавая переливы мелодрамы, эротической одержимости и даже мыльной оперы, и все это великолепно исполнено». Венди Айд из The Observer прокомментировала: «Это фильм, который проверяет эластичность сюжетных линий, но в значительной степени ему удается удержать зрителей от неверия».
В Австралии фильм получил высокую оценку Дэвида Стрэттона из газеты The Australian, который похвалил режиссёра, великолепный актёрский состав" и «тщательно проработанных персонажей». Пол Бирнс из The Sydney Morning Herald назвал фильм «впечатляюще продуманным и здравомыслящим».